# قهرمانی جام باشگاه های آسیا
قهرمانی باشگاه‌های آسیا یک رقابت فوتبال باشگاهی است که توسط کنفدراسیون فوتبال آسیا از ۱۹۶۷ تا ۲۰۰۲ برگزار می‌شود.  اولین بار در سال ۱۹۶۷ با نام "مسابقه باشگاهی قهرمان آسیا" برگزار شد.این مسابقات از سال ۱۹۷۲ تا سال ۱۹۸۵ به حالت تعلیق درآمد اما در سال ۱۹۸۵ به عنوان "قهرمانی باشگاه های آسیا" احیا شد.
مسابقات قهرمانی باشگاه های آسیا با حضور باشگاه هایی برگزار شد که از هر کشور قهرمان لیگ داخلی شدند.  باشگاه های برنده جام حذفی از هر کشور از سال ۱۹۹۰ در جام برندگان جام آسیا شرکت کرده اند و باشگاه های برنده هر دو رقابت از سال ۱۹۹۵ در سوپرجام آسیا شرکت کرده اند.  از فصل ۰۳-۲۰۰۲، جام برندگان جام ملت‌های آسیا و سوپرجام آسیا لغو شد و مسابقات قهرمانی باشگاه‌های آسیا به عنوان لیگ قهرمانان آسیا سازماندهی شد.

## تاریخچه و فینال ها
| فصل       | قهرمان                                     | نتیجه                                             | نایب قهرمان                    | مکان                                                                   |
| --------- | ------------------------------------------ | ------------------------------------------------- | ------------------------------ | ---------------------------------------------------------------------- |
| ۱۹۶۷      | هاپوئل تل‌آویو                              | ۲ – ۱                                             | سلانگور                        | ورزشگاه ملی، بانکوک                                                    |
| ۱۹۶۹      | مکابی تل‌آویو                               | ۱ – ۰                                             | یانگزی                         | ورزشگاه ملی، بانکوک                                                    |
| ۱۹۷۰      | استقلال (تاج)                              | ۲ – ۱                                             | هاپوئل تل‌آویو                  | ورزشگاه امجدیه، تهران                                                  |
| ۱۹۷۱      | مکابی تل‌آویو                               | ۲ – ۰                                             | الشرطه                         | ورزشگاه ملی، بانکوک                                                    |
| ۱۹۷۲      | مسابقات لغو شد                             | مسابقات لغو شد                                    | مسابقات لغو شد                 | ورزشگاه امجدیه، تهران                                                  |
| ۸۶–۱۹۸۵   | بوسان ای پارک (دوو رویالز)                 | ۳ – ۱                                             | الاهلی                         | ورزشگاه امیر عبدالله فیصل، جده                                         |
| ۱۹۸۶      | جف یونایتد ایچیهارا چیبا (فروکاوا الکتریک) | فینال گروهی                                       | الهلال                         | ورزشگاه ملک فهد، ریاض                                                  |
| ۱۹۸۷      | توکیو وردی (یومیوری)                       | ۲–۰                                               | الهلال                         | ورزشگاه امیر فیصل بن فهد، ریاض ورزشکاه آجینوموتو فیلد نیشیگاوکا، توکیو |
| ۸۹–۱۹۸۸   | السد                                       | ۳ – ۳ (مجموع، برنده با قانون گل زده در زمین حریف) | الرشید                         | ورزشگاه بین‌المللی ملت، بغداد ورزشگاه جاسم بن حمد، دوحه                 |
| ۹۰–۱۹۸۹   | لیائونینگ                                  | ۳ – ۲ (مجموع)                                     | یوکوهاما مارینوس (نیسان)       | ورزشگاه میتسوزاوا، یوکوهاما ورزشگاه تیکسی، شنیانگ                      |
| ۹۱–۱۹۹۰   | استقلال                                    | ۲ – ۱                                             | لیائونینگ                      | ورزشکاه ملی بانگاباندو، داکا                                           |
| ۱۹۹۱      | الهلال                                     | ۱ – ۱ (۴–۳ پنالتی)                                | استقلال                        | ورزشگاه بین‌المللی خلیفه، دوحه                                          |
| ۹۳–۱۹۹۲   | پاس                                        | ۱–۰                                               | الشباب                         | ورزشگاه الاهلی، منامه                                                  |
| ۹۴–۱۹۹۳   | تای‌فارمرز بانک                             | ۲ – ۱                                             | نادی                           | ورزشگاه ملی، بانکوک                                                    |
| ۹۵–۱۹۹۴   | تای‌فارمرز بانک                             | ۱–۰                                               | العربی                         | ورزشگاه ملی، بانکوک                                                    |
| ۱۹۹۵      | سئونگنام (ایلهوا چونما)                    | ۱ – ۰                                             | النصر                          | ورزشگاه ملک فهد، ریاض                                                  |
| ۹۷–۱۹۹۶   | پوهانگ استیلرز                             | ۲ – ۱                                             | سئونگنام (چئونان ایلهوا چونما) | ورزشگاه ملی بوکیت جلیل، کوالالامپور                                    |
| ۹۸–۱۹۹۷   | پوهانگ استیلرز                             | ۰ – ۰ (۶–۵ پنالتی)                                | دالیان واندا                   | ورزشگاه هنگ کنگ، هنگ کنگ                                               |
| ۹۹–۱۹۹۸   | جوبیلو ایواتا                              | ۲ – ۱                                             | استقلال                        | ورزشگاه آزادی، تهران                                                   |
| ۲۰۰۰–۱۹۹۹ | الهلال                                     | ۳ – ۲                                             | جوبیلو ایواتا                  | ورزشگاه ملک فهد، ریاض                                                  |
| ۰۱–۲۰۰۰   | سوون سامسونگ                               | ۱ – ۰                                             | جوبیلو ایواتا                  | ورزشگاه جام جهانی، سوون                                                |
| ۰۲–۲۰۰۱   | سوون سامسونگ                               | ۰ – ۰ (۴–۲ پنالتی)                                | اف سی سئول (آنیانگ ال‌جی چیتاز) | ورزشگاه آزادی، تهران                                                   |

### ۱۹۶۷–۱۹۷۲: مسابقات باشگاهی قهرمانی آسیا
این رقابت‌ها به عنوان مسابقات باشگاهی قهرمانی آسیا، تورنمنت قهرمانان کشورهای آسیا، آغاز شد و دارای فرمت‌های مختلف بود: مسابقات افتتاحیه به صورت حذفی مستقیم و سه دوره بعدی شامل مرحله گروهی برگزار شد.
باشگاه‌های اسرائیلی چهار دوره ابتدایی این رقابت‌ها را زیر سلطه خود قرار دادند، که این تا حدی به دلیل امتناع باشگاه‌های عربی از بازی با آنها بود.
- در سال ۱۹۷۰، باشگاه لبنانی هومنتمن از بازی با هاپوئل تل آویو در نیمه نهایی خودداری کرد، که با صعود هاپوئل به فینال همراه شد.
- در سال ۱۹۷۱، الشرطه عراق در سه نوبت از بازی با مکابی تل آویو خودداری کرد: در مرحله مقدماتی (که برای قرعه کشی بود)، در مرحله گروهی و در فینال که با اهدای عنوان قهرمانی به مکابی همراه شد. در طول مراسم اهدای جوایز برای مکابی، بازیکنان الشرطه پرچم فلسطین را در اطراف زمین به اهتزاز درآوردند، در حالی که رسانه‌های عراقی، الشرطه را به عنوان برنده مسابقات می‌دانستند و این تیم رژه اتوبوس‌های روباز را در بغداد برگزار می‌کرد.

بعد از اینکه نسخه سال ۱۹۷۲ به دلایل مختلف از سوی کنفدراسیون فوتبال آسیا لغو شد، از جمله اینکه دو باشگاه عربی به دلیل امتناع از بازی با تیم اسرائیلی مکابی نتانیا، انصراف دادند، ای‌اف‌سی مسابقات را به مدت ۱۴ سال به حالت تعلیق درآورد، در حالی که اسرائیل در سال ۱۹۷۴ از ای‌اف‌سی اخراج شد.

### ۱۹۸۵–۲۰۰۲: جام باشگاه‌های آسیا
مسابقات باشگاهی برتر آسیا در سال ۱۹۸۵ به عنوان جام باشگاه‌های آسیا بازگشت.
در سال ۱۹۹۰، کنفدراسیون فوتبال آسیا جام برندگان جام آسیا را معرفی کرد، مسابقاتی برای برندگان جام حذفی هر کشور آسیا، در حالی که فصل ۱۹۹۵ شاهد معرفی سوپر جام آسیا با برندگان جام باشگاه‌های آسیا و جام برندگان جام آسیا در مقابل یکدیگر بود.

#### فهرست فینال ها
این رقابت‌ها به عنوان مسابقات باشگاهی قهرمانی آسیا، تورنمنت قهرمانان کشورهای آسیا، آغاز شد و دارای فرمت‌های مختلف بود: مسابقات افتتاحیه به صورت حذفی مستقیم و سه دوره بعدی شامل مرحله گروهی برگزار شد.
باشگاه‌های اسرائیلی چهار دوره ابتدایی این رقابت‌ها را زیر سلطه خود قرار دادند، که این تا حدی به دلیل امتناع باشگاه‌های عربی از بازی با آنها بود:
- در سال ۱۹۷۰، باشگاه لبنانی هومنتمن از بازی با هاپوئل تل آویو در نیمه نهایی خودداری کرد، که با صعود هاپوئل به فینال همراه شد.
- در سال ۱۹۷۱، الشرطه عراق در سه نوبت از بازی با مکابی تل آویو خودداری کرد: در مرحله مقدماتی (که برای قرعه کشی بود)، در مرحله گروهی و در فینال که با اهدای عنوان قهرمانی به مکابی همراه شد. در طول مراسم اهدای جوایز برای مکابی، بازیکنان الشرطه پرچم فلسطین را در اطراف زمین به اهتزاز درآوردند، در حالی که رسانه‌های عراقی، الشرطه را به عنوان برنده مسابقات می‌دانستند و این تیم رژه اتوبوس‌های روباز را در بغداد برگزار می‌کرد.

بعد از اینکه نسخه سال ۱۹۷۲ به دلایل مختلف از سوی کنفدراسیون فوتبال آسیا لغو شد، از جمله اینکه دو باشگاه عربی به دلیل امتناع از بازی با تیم اسرائیلی مکابی نتانیا، انصراف دادند، ای‌اف‌سی مسابقات را به مدت ۱۴ سال به حالت تعلیق درآورد، در حالی که اسرائیل در سال ۱۹۷۴ از ای‌اف‌سی اخراج شد.

## موفق ترین باشگاه ها

#### عملکرد کلی باشگاهی
جدول زیر لیست باشگاه‌ها همراه با تعداد و سال‌های قهرمانی و نائب قهرمانی آن‌ها در فرمت قدیم جام باشگاه‌های آسیا نمایش می‌دهد.
| باشگاه           | قهرمانی‌ها | نایب‌قهرمانی‌ها | فصل‌های قهرمانی    | فصل‌های نایب‌قهرمانی |
| ---------------- | --------- | ------------- | ----------------- | ------------------ |
| استقلال          | ۲         | ۲             | ۱۹۷۰، ۹۱–۱۹۹۰     | ۱۹۹۱، ۹۹–۱۹۹۸      |
| الهلال           | ۲         | ۲             | ۱۹۹۱، ۲۰۰۰–۱۹۹۹،  | ۱۹۸۶، ۱۹۸۷،        |
| مکابی تل‌آویو۱    | ۲         | ۰             | ۱۹۶۹، ۱۹۷۱        | —                  |
| تای‌فارمرز بانک   | ۲         | ۰             | ۹۴–۱۹۹۳، ۹۵–۱۹۹۴  | —                  |
| پوهانگ استیلرز   | ۲         | ۰             | ۹۷–۱۹۹۶، ۹۸–۱۹۹۷، | —                  |
| سوون سامسونگ     | ۲         | ۰             | ۰۱–۲۰۰۰، ۰۲–۲۰۰۱  | —                  |
| جوبیلو ایواتا    | ۱         | ۲             | ۹۹–۱۹۹۸           | ۲۰۰۰–۱۹۹۹، ۰۱–۲۰۰۰ |
| هاپوئل تل‌آویو۱   | ۱         | ۱             | ۱۹۶۷              | ۱۹۷۰               |
| لیائونینگ        | ۱         | ۱             | ۹۰–۱۹۸۹           | ۹۱–۱۹۹۰            |
| سئونگنام         | ۱         | ۱             | ۱۹۹۵،             | ۹۷–۱۹۹۶،           |
| بوسان ای‌پارک     | ۱         | ۰             | ۸۶–۱۹۸۵           | —                  |
| جف یونایتد چیبا  | ۱         | ۰             | ۱۹۸۶              | —                  |
| السد             | ۱         | ۰             | ۸۹–۱۹۸۸،          | —                  |
| پاس تهران        | ۱         | ۰             | ۹۳–۱۹۹۲           | —                  |
| توکیو وردی       | ۱         | ۰             | ۱۹۸۷              | —                  |
| یانگزی           | ۰         | ۱             | —                 | ۱۹۶۷               |
| سلانگور          | ۰         | ۱             | —                 | ۱۹۶۹               |
| الشرطه           | ۰         | ۱             | —                 | ۱۹۷۱               |
| الاهلی           | ۰         | ۱             | —                 | ۸۶–۱۹۸۵،           |
| الرشید           | ۰         | ۱             | —                 | ۸۹–۱۹۸۸            |
| یوکوهاما مارینوس | ۰         | ۱             | —                 | ۹۰–۱۹۸۹            |
| الشباب           | ۰         | ۱             | —                 | ۹۳–۱۹۹۲            |
| باشگاه عمان      | ۰         | ۱             | —                 | ۹۴–۱۹۹۳            |
| العربی           | ۰         | ۱             | —                 | ۹۵–۱۹۹۴            |
| النصر            | ۰         | ۱             | —                 | ۱۹۹۵               |
| دالیان شید       | ۰         | ۱             | —                 | ۹۸–۱۹۹۷            |
| سئول             | ۰         | ۱             | —                 | ۰۲–۲۰۰۱،           |

### کشوری
جدول زیر لیست کشورها در تعداد قهرمانی و نایب قهرمانی باشگاه‌ها در جام باشگاه‌های آسیا را نشان می‌دهد.
| کشور          | قهرمانی | نایب قهرمانی | مجموع |
| ------------- | ------- | ------------ | ----- |
| کره جنوبی     | ۶       | ۳            | ۹     |
| ژاپن          | ۳       | ۳            | ۶     |
| ایران         | ۳       | ۲            | ۵     |
| اسرائیل       | ۳       | ۱            | ۴     |
| عربستان سعودی | ۲       | ۵            | ۷     |
| تایلند        | ۲       | ۰            | ۲     |
| چین           | ۱       | ۲            | ۳     |
| قطر           | ۱       | ۱            | ۲     |
| عراق          | ۰       | ۲            | ۲     |
| مالزی         | ۰       | ۱            | ۱     |
| عمان          | ۰       | ۱            | ۱     |

## منبع
- https://en.m.wikipedia.org/wiki/AFC_Champions_League مشارکت کنندگان در ویکی پدیا انگلیسی. https://fa.m.wikipedia.org/wiki/%D9%84%DB%8C%DA%AF_%D9%82%D9%87%D8%B1%D9%85%D8%A7%D9%86%D8%A7%D9%86_%D8%A2%D8%B3%DB%8C%D8%A7 مشارکت کنندگان در ویکی پدیا فارسی(لیگ قهرمانان آسیا).

1. ↑  «Archive - AFC Champions League - Asia - Results, fixtures, tables and news - Soccerway». int.soccerway.com. دریافت‌شده در ۲۰۲۱-۰۸-۲۹.
2. ↑  «AFC Champions League Table & Standings | Goal.com». www.goal.com. دریافت‌شده در ۲۰۲۱-۰۸-۲۹.
3. ↑  «AFC Champions league winners list - all-time most champions - Interesting Football» (به انگلیسی). ۲۰۲۱-۰۳-۲۲. بایگانی‌شده از اصلی در ۱۷ آوریل ۲۰۲۴. دریافت‌شده در ۲۰۲۱-۰۸-۲۹.
4. ↑  «AFC Champions League: The drama, the glory.... | AFC». ۲۰۱۷-۰۳-۰۶. بایگانی‌شده از اصلی در ۶ مارس ۲۰۱۷. دریافت‌شده در ۲۰۱۸-۰۳-۰۳.